# Castillonroy
Castillonroy (aragónul: Castillón Roi, katalánul: Castellonroi) település Spanyolországban, Huesca tartományban. Castillonroy Baldellou, Baélls, Albelda, Alfarràs, Ivars de Noguera és Camporrélls községekkel határos. Lakosainak száma 322 fő (2024).

## Népesség
A település népessége az utóbbi években az alábbiak szerint változott:
| Lakosok száma | 411  | 410  | 391  | 390  | 380  | 336  | 334  | 313  | 333  | 322  |
|               | 2001 | 2004 | 2006 | 2009 | 2011 | 2014 | 2016 | 2019 | 2021 | 2024 |